# Rasa de l'Obaguet
La Rasa de l'Obaguet és un torrent afluent per l'esquerra de la Riera de Llanera al Solsonès que transcorre íntegrament pel terme municipal de Llobera (Solsonès). La seva xarxa hidrogràfica està constituïda per un únic curs fluvial.